# Велика гра (телесеріал)
Велика гра (англ. State of Play) — шестисерійний британський телесеріал, зрежисований Девідом Єйтсом та написаний Полом Ебботом. Серіал було виготовлено компанією BBC і вперше показано на телеканалі BBC One у 2003 році. Головін ролі виконали Девід Моррісі, Джон Сімм, Келлі Макдональд, Поллі Вокер, Білл Наї та Джеймс МакЕвой. Історія обертається навколо досвідченого журналіста, який проводить розслідування убивства жінки, та його взаємин зі старим приятелем, який на момент дії серіалу є депутатом Парламенту та роботодавцем загиблої жінки.

## Сюжет
Серіал починається із убивства хлопця, яке здається пов'язаним із нарко-оборудками, і убивства Соні Бейкер, помічниці депутата Коллінза (Моррісі), яке виглядає випадковим. Втім, із просуванням розслідування, яке проводять журналісти з The Herald Кел Маккафрі (Сімм), Делла Сміт (Макдональд) та Кемерон Фостер (Біл Наї), з'ясовується, що ці смерті не тільки пов'язані між собою, а й можуть викрити великі корупційні схеми в уряді.

## У ролях
- Девід Моррісі — Стівен Коллінз, депутат Парламенту від Лейбористської партії
- Джон Сімм — Кел Маккафрі, журналіст, колишній очільник передвиборчої кампанії Коллінза
- Келлі Макдональд — Делла Сміт, журналіст
- Білл Наї — Кемерон Фостер, головний редактор The Herald
- Поллі Вокер — Енн Коллінз, дружина Стівена Коллінза
- Джеймс МакЕвой — Ден Фостер, журналіст, син Кемерона Фостера
- Філіп Ґленістер — детектив Вільям Белл
- Марк Воррен — Домінік Фой
- Джеймс Лоренсон — Джордж Фергюс, Міністр енергетики
- Амелія Балмор — Хелен Прегер, журналіст
- Бенедикт Вонг — Піт Ченг, журналіст
- Шон Гілдер — сержант «Чуї» Чувскі
- Дебора Фіндлей — Грір Тортон, секретар Коллінза
- Рорі Макканн — детектив Стюарт Браун

## Виробництво
Серіал був першою спробою Пол Еббота написати політичний трилер. До написання сценарію його підштовхнула зустріч із головою відділу Драми на BBC Джейн Трентер, яка спитала у нього, чи готовий він написати щось «більше», ніж він писав зазвичай. «Велика гра» стала третьою великою роботою Еббота на BBC, слідом за серіалами Clocking Off (2000–2003) і Лінда Грін (2001–2002). Крім того, Велика гра стала поворотною точкою у кар'єрі режисера Девіда Єйтса.

## Трансляція
Серіал виходив на BBC One по неділях о 21:00 з 18 травня до 22 червня 2003. Епізоди з другого по п'ятий були представлені на цифровому каналі BBC Four напередодні їхнього виходу на BBC One. Проте прем'єра останнього епізоду, як і першого, відбулася на BBC One, щоб не зіпсувати враження глядачам, які не мають доступу до цифрового телебачення. У 2004 році серіал пройшов у США на кабельному каналі BBC America.
У 2005 році серіал вийшов на DVD у двох дисках. Перший епізод було супроводжено коментарями Еббота і Єйтса, а шостий — коментарями Єйтса, продюсера Гіларі Бівен-Джонс та монтажера Марка Дея.

## Сприйняття

### Відгуки
Оглядаючи перший епізод серіалу для газети The Guardian наступного дня після прем'єри, Гарет Маклін написав: «…це до біса чарівно. Історія захоплива, акторська гра кльова, а сценарій Пола Еббота неперевершений. Його чуття до діалогів та різних персонажів виняткове. Експозиція швидка і витончена, персонажі прописані живо і влучно. Якщо ви можете перерахувати найкращі драми останніх років на пальцях двох рук, то саме час виростити новий палець.»
Інші газетні критики висловлювалися у схожому руслі після першого епізоду. У The Times, Пол Хоггарт охарактеризував гру Сімма і Моррісі як «досконалу». Джеймс Волтон у The Daily Telegraph висловив застереження, що, незважаючи на багатообіцяючий початок, у серіалу є всі шанси піти неправильним шляхом. «Втім, на цій стадії шоу однозначно є досить добрим, щоб бути впевненим, що я повернусь до нього наступного тижня.»
Зрештою критики дійшли до згоди, що серіалу вдалося зберегти свою якість до кінця. Том Саткліфф з журналу The Independent написав про фінальний епізод: «Кінцівка трилерів у будь-якому разі справляє негативне враження. Якщо він закінчується добре, то тобі сумно, що усе закінчилось. Якщо він закінчується погано, то ти почуваєшся обманутим. „Велика гра“ Пола Еббота завершується у перший спосіб.»

### Нагороди
Білл Наї виграв премію BAFTA як Найкращий актор за свою роль у серіалі. Крім того, серіал виграв нагороди BAFTA за Найкращий звук і Найкращий монтаж. Також він отримав номінації в категорії «Найкращий актор» (Девід Моррісі), «Найкращий драматичний серіал», «Найкраща Оригінальна музика», «Найкраща зйомка» і «Найкраще світло».
Серіал виграв головні призи від Royal Television Society, Banff Television Festival, Broadcasting Press Guild, Cologne Conference, Directors Guild of Great Britain, Edgar Awards, і Monte Carlo TV Festival.

## Продовження
Успіх серіалу та позитивне враження, яке він справив на керівництво BBC, спонукало їх попросити Еббота написати продовження ще навіть до того, як перший сезон вийшов в ефір.
Проте у 2006 році другий сезон було скасовано. В інтерв'ю Марку Лоусону на BBC Radio 4 Еббот сказав, що він не може знайти спосіб змусити історію запрацювати знову. У 2007 році газета The Sun процитувала слова Еббота, який, нібито, стверджував, що працює над другим сезоном серіалу, у якому Джон Сімм та Білл Наї будуть виконувати свої ролі.

## Кіно-адаптація
Велика гра була перетворена на повнометражний фільм, що вийшов у США у квітні 2009. Сюжет залишився той самий, також збереглися імена головних героїв, проте дія була перенесена до Вашингтона.
Адаптація була зрежисована Кевіном Макдональдом і написана Метью Карнаганом. Головні ролі виконали Бен Аффлек, Рассел Кроу, Рейчел Макадамс та Гелен Міррен. Фільм був загалом позитивно прийнятий критиками, але не так добре, як оригінальний серіал.